# Sainte-Marguerite (Wogezy)
Sainte-Marguerite – miejscowość i gmina we Francji, w regionie Grand Est, w departamencie Wogezy.
Według danych na rok 1990 gminę zamieszkiwało 2 105 osób, a gęstość zaludnienia wynosiła 379 osób/km² (wśród 2335 gmin Lotaryngii Sainte-Marguerite plasuje się na 203. miejscu pod względem liczby ludności, natomiast pod względem powierzchni na miejscu 961.).